# Christine Ciccarelli
Christine Ciccarelli (en italien, Cristina Ciccarelli), née le 24 février 1480 à Lucoli (Italie) et morte le 18 janvier 1543 à L'Aquila (Italie), est une religieuse italienne de l'ordre des Augustines béatifirée le 15 janvier 1841 par le pape Grégoire XVI. Sa mémoire est fêtée le 18 janvier.

## Biographie
Christine Ciccarelli est née à Lucoli dans une famille noble. À 25 ans, elle décide d'entrer chez les  sœurs augustines de Sainte-Lucie à L'Aquila. Elle y montre un grand amour envers les pauvre, et devient vite une personnalité connue ; si bien que riches et pauvres se pressent au couvent pour la voir, d'autant qu'elle est réputée bénéficier d'extases et de visions.
Lors d'une grande procession organisée dans la ville à l'occasion de la Fête-Dieu, ses contemporains relatent l'avoir vu s’élever dans les airs sous les yeux de toute l'assistance présente. Les religieuses du couvent la choisissent comme abbesse. Elle meurt le 18 janvier 1543. Elle est enterrée dans l'église de son couvent. Après sa mort, de nombreuses personnes rapportent avoir obtenu des miracles grâce à son intercession,.
En 1841, le pape Grégoire XVI confirme son culte. En 1908, le couvent des augustines est fermé, son corps est alors transporté au couvent Sant'Amico.
Sa mémoire est célébrée dans l’Église catholique le 18 janvier.